# Campeonato Mundial de Sidecarcross

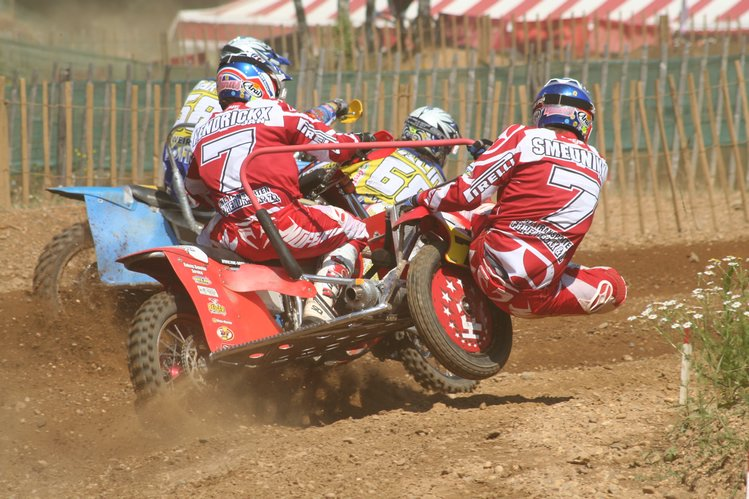
Crosser con sidecar con la rueda de cangilones en el aire.

El Campeonato del mundo de Sidecarcross es una competición mundial anual que está organizada por la Federación Internacional de Motociclismo (FIM), desde 1980. Previamente se celebraba una competición europea desde 1971.

## Palmarés
Los campeones desde 1971:
- Ganadores de la Copa FIM 1971 a 1974

| Temporadas | Ganadores                       | Chasis      |
| 1971       | Rikus Lubbers / Bart Notten     | Norton-Wasp |
| 1972       | Robert Grogg / Gerhard Martínez | Norton-Wasp |
| 1973       | Lorenz Haller / Samuel Haller   | Honda-SPP   |
| 1974       | Robert Grogg / Andreas Grabner  | Norton-Wasp |

- Campeones de Europa 1975 a 1979

| Temporadas | Ganadores                           | Chasis       |
| 1975       | Ton van Heugten / Dick Steenbergen  | Yamaha-Hagon |
| 1976       | Robert Grogg / Andreas Hüsser       | Norton-Wasp  |
| 1977       | Robert Grogg / Andreas Hüsser       | Norton-Wasp  |
| 1978       | Robert Grogg / Andreas Hüsser       | Norton-Wasp  |
| 1979       | Emil Bollhalder / Roland Bollhalder | Yamaha-EML   |

- Campeones del Mundo 1980 hasta la actualidad

| Temporadas | Ganadores                             | Chasis        |
| 1980       | Reinhard Böhler / Siegfried Müller    | Yamaha-Wasp   |
| 1981       | Ton van Heugten / Frits Kiggen        | Yamaha-Wasp   |
| 1982       | Emil Bollhalder / Karl Büsser         | Yamaha-EML    |
| 1983       | Emil Bollhalder / Karl Büsser         | Yamaha-EML    |
| 1984       | Hansi Bächtold / Fritz Fuß            | EML/Jumbo-EML |
| 1985       | Hansi Bächtold / Fritz Fuß            | EML/Jumbo-EML |
| 1986       | Hansi Bächtold / Fritz Fuß            | EML/Jumbo-EML |
| 1987       | Hansi Bächtold / Fritz Fuß            | EML/Jumbo-EML |
| 1988       | Christoph Hüsser / Andreas Hüsser     | KTM-VMC       |
| 1989       | Christoph Hüsser / Andreas Hüsser     | KTM-VMC       |
| 1990       | Benny Janssen / Tiny Janssen          | Honda-EML     |
| 1991       | Eimbert Timmermans / Eric Verhagen    | Kawasaki-EML  |
| 1992       | Eimbert Timmermans / Eric Verhagen    | Kawasaki-EML  |
| 1993       | Andreas Fuhrer / Adrian Käser         | Kawasaki-VMC  |
| 1994       | Andreas Fuhrer / Adrian Käser         | Kawasaki-VMC  |
| 1995       | Andreas Fuhrer / Adrian Käser         | Kawasaki-JHR  |
| 1996       | Andreas Fuhrer / Adrian Käser         | Kawasaki-JHR  |
| 1997       | Kristers Sergis / Artis Rasmanis      | KTM-EML       |
| 1998       | Kristers Sergis / Artis Rasmanis      | Zabel-BSU     |
| 1999       | Daniël Willemsen / Marcel Willemsen   | Zabel-BSU     |
| 2000       | Kristers Sergis / Artis Rasmanis      | MTH-BSU       |
| 2001       | Kristers Sergis / Artis Rasmanis      | MTH-BSU       |
| 2002       | Kristers Sergis / Artis Rasmanis      | MTH-BSU       |
| 2003       | Daniël Willemsen / Kaspars Stupelis   | Zabel-VMC     |
| 2004       | Daniël Willemsen / Kaspars Stupelis   | Zabel-VMC     |
| 2005       | Daniël Willemsen / Sven Verbrugge     | Zabel-VMC     |
| 2006       | Daniël Willemsen / Sven Verbrugge     | Zabel-VMC     |
| 2007       | Daniël Willemsen / Reto Grütter       | Zabel-VMC     |
| 2008       | Daniël Willemsen / Reto Grütter       | Zabel-VMC     |
| 2009       | Joris Hendrickx / Kaspars Liepins     | KTM-VMC       |
| 2010       | Daniël Willemsen / Gertie Eggink      | Zabel-WSP     |
| 2011       | Daniël Willemsen / Sven Verbrugge     | Zabel-WSP     |
| 2012       | Daniël Willemsen / Kenny van Gaalen   | Zabel-WSP     |
| 2013       | Ben Adriaenssen / Ben van den Bogaart | KTM-WSP       |
| 2014       | Ben Adriaenssen / Ben van den Bogaart | Husqvarna-WSP |
| 2015       | Etienne Bax / Kaspars Stupelis        | Zabel–WSP     |
| 2016       | Jan Hendrickx / Ben van den Bogaart   | Husqvarna-WSP |
| 2017       | Etienne Bax / Nicolas Musset          | Zabel–WSP     |

- Pasajeros en cursiva.

### Constructores
| Temporada | Constructores |
| 2000      | BSU           |
| 2001      | BSU           |
| 2002      | BSU           |
| 2003      | BSU           |
| 2004      | Vruwink       |
| 2005      | Vruwink       |
| 2006      | Vruwink       |
| 2007      | Vruwink       |
| 2008      | Vruwink       |
| 2009      | Vruwink       |
| 2010      | WSP           |
| 2011      | Vruwink       |
| 2012      | WSP           |
| 2013      | WSP           |
| 2014      | WSP           |